# Janów (Zgierz)
Pour les articles homonymes, voir Janów.
Janów est une localité polonaise de la gmina et du powiat de Zgierz en voïvodie de Łódź.